# دوايت إدوارد بيتش (ضابط)
دوايت إدوارد بيتش (بالإنجليزية: Dwight E. Beach)‏ هو ضابط أمريكي قاد قوات الولايات المتحدة في كوريا أثناء الحرب الكورية من عام 1965إلى عام 1966 وقوات الجيش الأمريكي في المحيط الهادئ من سبتمبر 1966 إلى يوليو 1968. وُلد دوايت في 20 يوليو 1908، وتُوفي في 22 يوليو 2000. كُلف للخدمة في سلاح المدفعية في عام 1932. وخدم في الحرب العالمية الثانية في حرب المحيط الهادئ، حيث شارك في أربع هجمات برمائية، وكذلك في الحرب الكورية.

## سيرته الذاتية
وُلد دوايت في تشيلسي بولاية ميشيغان في 20 يوليو 1908، والتحق بجامعة ميشيغان لمدة عامين قبل أن ينتقل ويتخرج من الأكاديمية العسكرية الأمريكية. قبل نقله إلى ويست بوينت. كما التحق بكلية أركان القوات المسلحة والكلية الحربية للجيش، كما عمل في وقت لاحق مدربًا للتكتيكات العسكرية في ويست بوينت.
وتشمل مهام القيادة الرئيسية التي قام بها دوايت القائد العام لفرقة المشاة 45 من الجيش الثامن في كوريا في عام 1954. كما شغل في وقت لاحق منصب القائد العام للقسم 82 المحمولة جوًا في فورت براج. وخلال تصاعد التورط الأمريكي في فيتنام، شغل منصب القائد العام لقيادة تطوير القوات العسكرية الأمريكية في فورت بيلفوار بفيرجينيا، ثم قائد عام لقيادة الأمم المتحدة وقائد القوات الأمريكية في كوريا والقائد العام للجيش الثامن في كوريا.
كما قام ببعض المهام الرئيسية الإضافية، حيث كان نائب رئيس الأركان ورئيس الأركان للجيش الثامن في كوريا، ومدير تنمية الأسلحة الخاصة في فورت بليس بتكساس. وشغل في وقت لاحق منصب نائب رئيس ورئيس قسم الأبحاث والتطوير لقسم الجيش في واشنطن العاصمة.
تقاعد من الجيش في 1 أغسطس 1968. وتزوج من فلورنسا أيلين كليم في عام 1932 وأنجب منها خمسة أطفال. تُوفي دوايت في بلدة ليما بولاية ميشيغان في مزرعة الشاطئ البالغ عمرها 147 عامًا.

## الجوائز والأوسمة
وتشمل الجوائز والأوسمة التي تحصّل عليها دوايت ميدالية الخدمة المميزة للجيش، ووسام النجمة الفضية، ووسام الاستحقاق، وميدالية النجمة البرونزية، ووسام النصر في الحرب العالمية الثانية، وميدالية الخدمة في حرب اليابان، وميدالية الخدمة الكورية وميدالية الأمم المتحدة للخدمة وشريط تحرير الفلبين.
سُميت مدرسة دوايت بيتش في تشيلسي بميشيغان على اسمه تكريمًا له.